# Saison 1 de The Voice Belgique
 (janvier 2022).
- Si vous ne connaissez pas le sujet, laissez ce bandeau (vous pouvez alors contacter les auteurs).
- Si vous supprimez le contenu mis en cause (vous pouvez préalablement contacter les auteurs),

argumentez précisément cette suppression dans la page de discussion
(un manque de référence n'est pas un argument ; une recherche réelle de référence doit avoir été effectuée, être formellement documentée).
Pour les articles homonymes, voir Saison 1 de The Voice.
La première saison de The Voice dans sa version belge (The Voice Belgique) est diffusée sur La Une (RTBF) du 20 décembre 2011 au 10 avril 2012. Cette dernière est présentée par Maureen Louys.
L'émission a été remportée par Roberto Bellarosa, coaché par Quentin Mosimann.

## Coachs et candidats[1]

### Coachs
Le panel de coachs de cette première saison est composé de :
- Quentin Mosimann : disc jockey franco-suisse, chanteur;
- Lio : chanteuse et actrice luso-belge francophone;
- Joshua : groupe musical belge originaire de Bruxelles;
- B.J. Scott : autrice-compositrice-interprète;

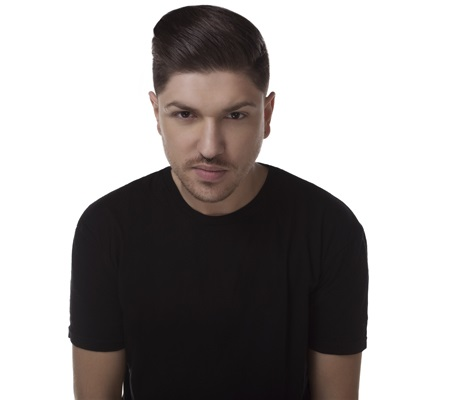
Quentin Mosimann
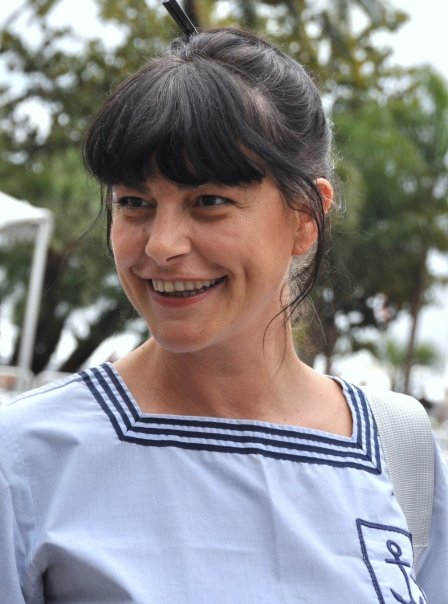
Lio
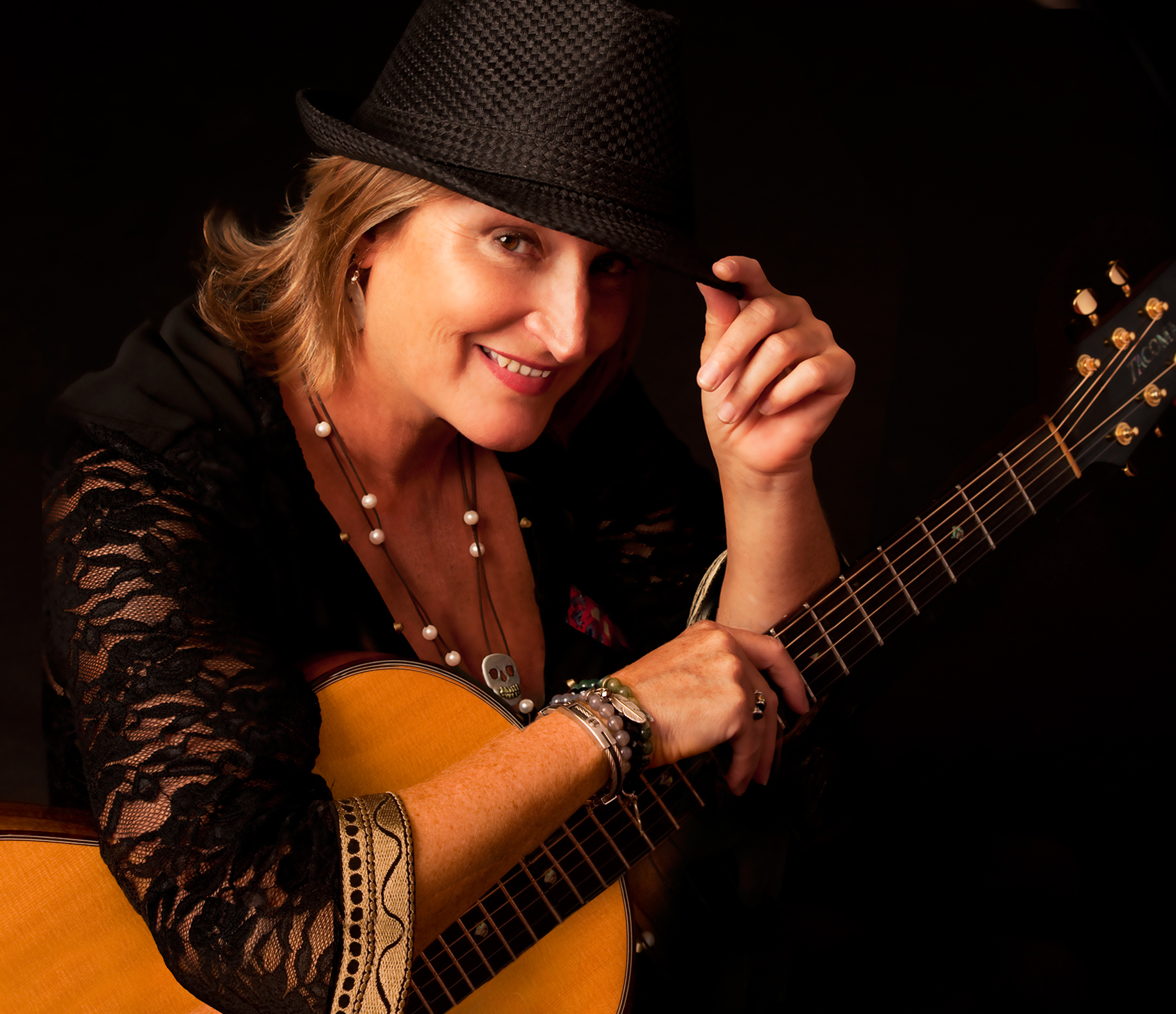
BJ Scott

### Candidats
Légende :
|                            |    | Quentin Mosimann  | Lio                | Joshua                   | BJ Scott          |
| -------------------------- | -- | ----------------- | ------------------ | ------------------------ | ----------------- |
| Finalistes                 | 1  | Roberto Bellarosa | Daisy Hermans      | Giusy Piccarreta         | Renato Bennardo   |
| Eliminés lors des Lives    | 2  | Léonie Wasukulu   | Simon Fosseprez    | Mathieu Duchêne          | Julie Compagnon   |
| Eliminés lors des Lives    | 3  | Juliane Chleide   | Caroline Bloukiaux | Lubiana Kepaou           | Megan Giart       |
| Eliminés lors des Lives    | 4  | Luc De Wacter     | Kevin Cools        | Christian Aines          | Caroline Gonda    |
| Eliminés lors des Lives    | 5  | Charlotte Moors   | Meggy Niessen      | Michel Colyn             | Stéphanie Hansen  |
| Eliminés lors des Lives    | 6  | Marco Celsi       | Dunia Moreno       | P-Jo                     | Maïkel Chauveau   |
| Eliminés lors des Sing-Off | 7  | Chloé Ditlefsen   | Nastassia Loria    | Ralf Haas                | Rebecca Louis     |
| Eliminés lors des Duels    | 8  | Magali David      | Yves Erauw         | Julie Carpino            | Maïté Castelain   |
| Eliminés lors des Duels    | 9  | Patricia Costache | Romy Perrier       | Christophe Gillard       | Nelson Touil      |
| Eliminés lors des Duels    | 10 | Samuel Alphonse   | Oliver Lord        | Nathalie Ralliard        | Jennifer Verlaine |
| Eliminés lors des Duels    | 11 | Hadrien Collin    | Mélissa Forton     | Roxanne Carlozzi         | Pauline De Bruyne |
| Eliminés lors des Duels    | 12 | Gautier Reyz      | Alice Spapen       | Liza Macaluso            | Pascal Romal      |
| Eliminés lors des Duels    | 13 | Yirmes Kalnins    | Ingrid Claude      | Aurore Dans              | Loriane Goosse    |
| Eliminés lors des Duels    | 14 | Daniela Sindaco   | Caroline Cohen     | Véronique Flamand-Somers | Kris Willems      |
| Eliminés lors des Duels    | 15 | —                 | Claudy Manfredini  | Tatiana Nossent          | —                 |

## Déroulement

### Auditions à l'aveugle («Blind auditions») et repêchages
Les quatre coachs, installés dans des fauteuils tournants, écoutent les candidats, dos tournés à la scène. Chacun d'entre eux doit se choisir quatorze candidats en écoutant seulement leur voix, s'ils sont séduits, ils doivent appuyer sur leur buzz et c'est là que le fauteuil se retourne découvrant leur élu. Si plusieurs coachs se retournent, c'est alors au candidat de choisir son coach. Le public présent pendant les auditions n'a pas le dos tourné à la scène et un orchestre supporte les candidats.

#### Épisode 1
- Diffusion : 20 décembre 2011
- Audience : 448 800 téléspectateurs (23,7 % des parts de marché)[3]

| Ordre | Candidat           | Chanson                                    | Choix des coachs et des candidats | Choix des coachs et des candidats | Choix des coachs et des candidats | Choix des coachs et des candidats |
| Ordre | Candidat           | Chanson                                    | Quentin                           | Lio                               | Joshua                            | B.J Scott                         |
| ----- | ------------------ | ------------------------------------------ | --------------------------------- | --------------------------------- | --------------------------------- | --------------------------------- |
| 1     | Chloé Ditlefsen    | What Do You Want from Me - Adam Lambert    |                                   | —                                 |                                   | —                                 |
| 2     | Marco Celsi        | Wonderful World (en) - James Morrison      |                                   | —                                 | —                                 | —                                 |
| 3     | Kevin Cools        | Roxanne - The Police                       |                                   |                                   |                                   |                                   |
| 4     | Isabelle Samyn     | At Last - Etta James                       | —                                 | —                                 | —                                 | —                                 |
| 5     | Lubiana Kepaou     | Ain't No Sunshine - Bill Withers           |                                   |                                   |                                   |                                   |
| 6     | Charlotte Moors    | Angel (en) - Sarah McLachlan               |                                   | —                                 | —                                 | —                                 |
| 7     | P-Jo               | Creep - Radiohead                          | —                                 |                                   |                                   | —                                 |
| 8     | Sarah Carlot       | A Thousand Miles - Vanessa Carlton         | —                                 | —                                 | —                                 | —                                 |
| 9     | Meggy Niessen      | Born This Way - Lady Gaga                  | —                                 |                                   |                                   | —                                 |
| 10    | Alexis Confortorio | Lettre à France - Michel Polnareff         | —                                 | —                                 | —                                 | —                                 |
| 11    | Tatiana Nossent    | Talkin' 'Bout a Revolution - Tracy Chapman | —                                 | —                                 |                                   | —                                 |
| 12    | Oliver Lord        | Viva la Vida - Coldplay                    | —                                 |                                   | —                                 | —                                 |
| 13    | Julie Compagnon    | I Want You Back - Jackson 5                |                                   |                                   |                                   |                                   |

| Légende | Le coach a buzzé (« I want you ») | Le candidat est dans l'équipe du coach qui l'a buzzé (s'il est le seul à avoir buzzé) | Le candidat rejoint l’équipe du coach (dans le cas où ils sont plusieurs à avoir buzzé) | Le candidat est éliminé |

#### Épisode 2
- Diffusion : 27 décembre 2011
- Audience : 477 400 téléspectateurs (23,9 % des parts de marché)[6]

| Ordre | Candidat             | Chanson                                               | Choix des coachs et des candidats | Choix des coachs et des candidats | Choix des coachs et des candidats | Choix des coachs et des candidats |
| Ordre | Candidat             | Chanson                                               | Quentin                           | Lio                               | Joshua                            | B.J Scott                         |
| ----- | -------------------- | ----------------------------------------------------- | --------------------------------- | --------------------------------- | --------------------------------- | --------------------------------- |
| 1     | Caroline Gonda       | You Give Me Something (en) - James Morrison           | —                                 | —                                 | —                                 |                                   |
| 2     | Caroline Cohen       | My Baby Just Cares for Me - Nina Simone               |                                   |                                   |                                   | —                                 |
| 3     | Giusy Piccarreta     | Fallin' - Alicia Keys                                 | —                                 | —                                 |                                   | —                                 |
| 4     | Samuel Salemi        | On s'attache - Christophe Maé                         | —                                 | —                                 | —                                 | —                                 |
| 5     | Yirmes Kalnins       | Purple Rain - Prince                                  |                                   | —                                 | —                                 | —                                 |
| 6     | Melanie Crapanzano   | Empire State of Mind - Alicia Keys et Jay-Z           | —                                 | —                                 | —                                 | —                                 |
| 7     | Daisy Hermans        | (Mama) He Treats Your Daughter Mean (en) - Ruth Brown | —                                 |                                   | —                                 | —                                 |
| 8     | Christian Aines      | No Woman, No Cry - Bob Marley                         |                                   |                                   |                                   |                                   |
| 9     | César Santo Carvalho | Seul - Garou                                          | —                                 | —                                 | —                                 | —                                 |
| 10    | Axelle Goumas        | J'envoie valser - Zazie                               | —                                 | —                                 | —                                 | —                                 |
| 11    | Hadrien Collin       | Soulman - Ben l'Oncle Soul                            |                                   | —                                 | —                                 | —                                 |
| 12    | Robby Van Lent       | Fly Me to the Moon - Frank Sinatra                    | —                                 | —                                 | —                                 | —                                 |
| 13    | Kris Willems         | Grace Kelly - Mika                                    | —                                 | —                                 | —                                 |                                   |
| 14    | Virginie Chantry     | One of Us - Joan Osborne                              | —                                 | —                                 | —                                 | —                                 |
| 15    | Nelson Touil         | Une seule vie - Gérald de Palmas                      |                                   |                                   |                                   |                                   |

| Légende | Le coach a buzzé (« I want you ») | Le candidat est dans l'équipe du coach qui l'a buzzé (s'il est le seul à avoir buzzé) | Le candidat rejoint l’équipe du coach (dans le cas où ils sont plusieurs à avoir buzzé) | Le candidat est éliminé |

#### Épisode 3
- Diffusion : 3 janvier 2012
- Audience : 549 600 téléspectateurs (27,2 % des parts de marché)[7]

| Ordre | Candidat           | Chanson                                     | Choix des coachs et des candidats | Choix des coachs et des candidats | Choix des coachs et des candidats | Choix des coachs et des candidats |
| Ordre | Candidat           | Chanson                                     | Quentin                           | Lio                               | Joshua                            | B.J Scott                         |
| ----- | ------------------ | ------------------------------------------- | --------------------------------- | --------------------------------- | --------------------------------- | --------------------------------- |
| 1     | Rebecca Louis      | Crazy - Gnarls Barkley                      |                                   | —                                 | —                                 |                                   |
| 2     | Roberto Debruyne   | En apesanteur - Calogero                    | —                                 | —                                 | —                                 | —                                 |
| 3     | Mathieu Duchêne    | Caruso - Lucio Dalla                        | —                                 | —                                 |                                   | —                                 |
| 4     | Caroline Bloukiaux | Someone like You - Adele                    |                                   |                                   |                                   | —                                 |
| 5     | Christophe Gillard | Rolling in the Deep - Adele                 | —                                 | —                                 |                                   | —                                 |
| 6     | Claudy Manfredini  | La Vie en rose - Édith Piaf                 | —                                 |                                   |                                   | —                                 |
| 7     | Jennifer Hozay     | Summertime - Ella Fitzgerald, etc.          | —                                 | —                                 | —                                 | —                                 |
| 8     | Dunia Moreno       | Price Tag - Jessie J                        | —                                 |                                   | —                                 | —                                 |
| 9     | Roberto Bellarosa  | You Give Me Something (en) - James Morrison |                                   |                                   |                                   |                                   |
| 10    | Lionel Lambert     | What a Wonderful World - Louis Armstrong    | —                                 | —                                 | —                                 | —                                 |
| 11    | Céline Lechanteur  | Seras-tu là ? - Michel Berger               | —                                 | —                                 | —                                 | —                                 |
| 12    | Steve Centelghe    | L'Aziza - Daniel Balavoine                  | —                                 | —                                 | —                                 | —                                 |
| 13    | Julie Carpino      | Fuckin' Perfect - P!nk                      | —                                 | —                                 |                                   |                                   |
| 14    | Maïkel Chauveau    | Hallelujah - Jeff Buckley                   | —                                 | —                                 |                                   |                                   |
| 15    | Alice Spapen       | Don't know why - Norah Jones                |                                   |                                   |                                   | —                                 |

| Légende | Le coach a buzzé (« I want you ») | Le candidat est dans l'équipe du coach qui l'a buzzé (s'il est le seul à avoir buzzé) | Le candidat rejoint l’équipe du coach (dans le cas où ils sont plusieurs à avoir buzzé) | Le candidat est éliminé |

#### Épisode 4
- Diffusion : 10 janvier 2012
- Audience : 549 600 téléspectateurs (27,6 % des parts de marché)[8]

| Ordre | Candidat            | Chanson                                     | Choix des coachs et des candidats | Choix des coachs et des candidats | Choix des coachs et des candidats | Choix des coachs et des candidats |
| Ordre | Candidat            | Chanson                                     | Quentin                           | Lio                               | Joshua                            | B.J Scott                         |
| ----- | ------------------- | ------------------------------------------- | --------------------------------- | --------------------------------- | --------------------------------- | --------------------------------- |
| 1     | Luc de Wacter       | The Hardest Part - Coldplay                 |                                   | —                                 | —                                 |                                   |
| 2     | Mickaël Piangerelli | Le Poinçonneur des Lilas - Serge Gainsbourg | —                                 | —                                 | —                                 | —                                 |
| 3     | Patricia Costache   | Stronger Than Me (en) - Amy Winehouse       |                                   | —                                 | —                                 | —                                 |
| 4     | Ralf Haas           | Sixteen Tons - Merle Travis                 | —                                 | —                                 |                                   | —                                 |
| 5     | Melissa Forton      | Ain't No Sunshine - Bill Withers            | —                                 |                                   | —                                 | —                                 |
| 6     | Leslie Deskeuvre    | What's Up? - 4 Non Blondes                  | —                                 | —                                 | —                                 | —                                 |
| 7     | Sebastien Stienna   | J'en rêve encore - Gérald de Palmas         | —                                 | —                                 | —                                 | —                                 |
| 8     | Renato Bennardo     | La solitudine - Laura Pausini               | —                                 |                                   |                                   |                                   |
| 9     | Leonie W'asukulu    | Crazy - Gnarls Barkley                      |                                   | —                                 | —                                 | —                                 |
| 10    | Axel Hirsoux        | Angels - Robbie Williams                    | —                                 | —                                 | —                                 | —                                 |
| 11    | Christelle Jockmans | Toxic - Britney Spears                      | —                                 | —                                 | —                                 | —                                 |
| 12    | Pascal Romal        | Time After Time - Cyndi Lauper              | —                                 | —                                 | —                                 |                                   |
| 13    | Ingrid Claude       | Price Tag - Jessie J                        | —                                 |                                   | —                                 | —                                 |
| 14    | Katia Van Dooren    | Ça Casse - Maurane                          | —                                 | —                                 | —                                 | —                                 |
| 15    | Romy Perrier        | All by Myself - Céline Dion                 | —                                 |                                   | —                                 | —                                 |
| 16    | Stéphanie Hansen    | Heavy Cross - Gossip                        |                                   |                                   |                                   |                                   |

| Légende | Le coach a buzzé (« I want you ») | Le candidat est dans l'équipe du coach qui l'a buzzé (s'il est le seul à avoir buzzé) | Le candidat rejoint l’équipe du coach (dans le cas où ils sont plusieurs à avoir buzzé) | Le candidat est éliminé |

#### Épisode 5
- Diffusion : 17 janvier 2012
- Audience : 611 500 téléspectateurs (31,6 % des parts de marché)[9]

| Ordre | Candidat          | Chanson                                     | Choix des coachs et des candidats | Choix des coachs et des candidats | Choix des coachs et des candidats | Choix des coachs et des candidats |
| Ordre | Candidat          | Chanson                                     | Quentin                           | Lio                               | Joshua                            | B.J Scott                         |
| ----- | ----------------- | ------------------------------------------- | --------------------------------- | --------------------------------- | --------------------------------- | --------------------------------- |
| 1     | Nastassia Loria   | Warwick Avenue (en) - Duffy                 |                                   |                                   | —                                 | —                                 |
| 2     | Kyo Shimura       | Bad Things - Jace Everett                   | —                                 | —                                 | —                                 | —                                 |
| 3     | Céline Moucheron  | Je veux - Zaz                               | —                                 | —                                 | —                                 | —                                 |
| 4     | Juliane Chleide   | She Will Be Loved - Maroon 5                |                                   | —                                 |                                   | —                                 |
| 5     | Patrice Bougenies | Haven't Met You Yet - Michael Bublé         | —                                 | —                                 | —                                 | —                                 |
| 6     | Melvin Taider     | Streets of Philadelphia - Bruce Springsteen | —                                 | —                                 | —                                 | —                                 |
| 7     | Liza Macaluso     | Highway to Hell - AC/DC                     | —                                 | —                                 |                                   | —                                 |
| 8     | Loriane Goosse    | Dear Mr President - P!nk                    | —                                 | —                                 | —                                 |                                   |
| 9     | Andrea Alcoba     | Born This Way - Lady Gaga                   | —                                 | —                                 | —                                 | —                                 |
| 10    | Nathalie Ralliard | La Vie en rose - Édith Piaf                 | —                                 | —                                 |                                   | —                                 |
| 11    | Quentin Huet      | One - U2                                    | —                                 | —                                 | —                                 | —                                 |
| 12    | Megan Giart       | Don't Know Why - Norah Jones                |                                   |                                   |                                   |                                   |
| 13    | David La Diffa    | Use Somebody - Kings of Leon                | —                                 | —                                 | —                                 | —                                 |
| 14    | Simon Fosséprez   | You Raise Me Up - Josh Groban               | —                                 |                                   | —                                 | —                                 |
| 15    | Samuel Alphonse   | Feeling Good - Nina Simone                  |                                   | —                                 | —                                 | —                                 |

| Légende | Le coach a buzzé (« I want you ») | Le candidat est dans l'équipe du coach qui l'a buzzé (s'il est le seul à avoir buzzé) | Le candidat rejoint l’équipe du coach (dans le cas où ils sont plusieurs à avoir buzzé) | Le candidat est éliminé |

#### Épisode 6
- Diffusion : 24 janvier 2012
- Audience : 581 900 téléspectateurs (30,7 % des parts de marché)[10]

| Ordre | Candidat           | Chanson                                         | Choix des coachs et des candidats | Choix des coachs et des candidats | Choix des coachs et des candidats | Choix des coachs et des candidats |
| Ordre | Candidat           | Chanson                                         | Quentin                           | Lio                               | Joshua                            | B.J Scott                         |
| ----- | ------------------ | ----------------------------------------------- | --------------------------------- | --------------------------------- | --------------------------------- | --------------------------------- |
| 1     | Roxanne Carlozzi   | Warwick Avenue (en) - Duffy                     |                                   | —                                 |                                   | —                                 |
| 2     | Yves Erauw         | I Want to Know What Love Is - Foreigner         | —                                 |                                   |                                   | —                                 |
| 3     | Daniela Sindaco    | California King Bed - Rihanna                   | —                                 | —                                 | —                                 | —                                 |
| 4     | Gautier Reyz       | Sunday Bloody Sunday - U2                       |                                   | —                                 | —                                 | —                                 |
| 5     | Lamia M'Rad Dali   | Fallin' - Alicia Keys                           | —                                 | —                                 | —                                 | —                                 |
| 6     | Hamda M'Rad Dali   | Born this way - Lady Gaga                       | —                                 | —                                 | —                                 | —                                 |
| 7     | Hella M'Rad Dali   | Tu trouveras - Natasha St-Pier                  | —                                 | —                                 | —                                 | —                                 |
| 8     | Michel Colyn       | Someone like You - Adele                        | —                                 | —                                 |                                   | —                                 |
| 9     | Laura Melikoff     | Soulman - Ben l'Oncle Soul                      | —                                 | —                                 | —                                 | —                                 |
| 10    | Maïté Castelain    | Beautiful - Christina Aguilera                  | —                                 | —                                 | —                                 |                                   |
| 11    | Jen Juvianno Serry | I'm Yours - Jason Mraz                          | —                                 | —                                 | —                                 | —                                 |
| 12    | Bernard Deravet    | It's Now or Never ('O sole mio) - Elvis Presley | —                                 | —                                 | —                                 | —                                 |
| 13    | Magali David       | Petite Marie - Francis Cabrel                   |                                   | —                                 | —                                 | —                                 |
| 14    | Pauline De Bruyn   | Roxanne - The Police                            |                                   |                                   |                                   |                                   |

| Légende | Le coach a buzzé (« I want you ») | Le candidat est dans l'équipe du coach qui l'a buzzé (s'il est le seul à avoir buzzé) | Le candidat rejoint l’équipe du coach (dans le cas où ils sont plusieurs à avoir buzzé) | Le candidat est éliminé |

##### Repêchages
À la fin des auditions, Lio a quinze candidats, tandis que Quentin, BJ et Joshua ont treize candidats dans leurs équipes. Des repêchages ont lieu sur base d'une sélection de la production. Les coachs ne savent pas qui sont les six candidats qu'ils vont réentendre. Tous les candidats ayant passé l'audition à l'aveugle n'ont pas été diffusés sur antenne, par souci de respect pour leur personne vu l'échec de leur prestation. Certains candidats apparaissent donc pour la première fois et d'autres font une seconde apparition. Le premier coach qui appuie sur la sonnette emporte le candidat dans son équipe.
| Ordre | Candidat                 | Chanson                                       | Choix des coachs et des candidats | Choix des coachs et des candidats | Choix des coachs et des candidats | Choix des coachs et des candidats |
| Ordre | Candidat                 | Chanson                                       | Quentin                           | Lio                               | Joshua                            | B.J Scott                         |
| ----- | ------------------------ | --------------------------------------------- | --------------------------------- | --------------------------------- | --------------------------------- | --------------------------------- |
| 1     | Daniela Sindaco          | Rolling in the Deep - Adele                   |                                   | —                                 | —                                 | —                                 |
| 2     | Melvin Taider            | Señorita - Justin Timberlake                  | —                                 | —                                 | —                                 | —                                 |
| 3     | Jennifer Verlaine        | Ironic - Alanis Morissette                    | —                                 | —                                 | —                                 |                                   |
| 4     | Aurore Dans              | Bleeding Love - Leona Lewis                   | —                                 | —                                 |                                   | —                                 |
| 5     | Leslie Deskeuvre         | Boogie Woogie Bugle Boy - The Andrews Sisters | —                                 | —                                 | —                                 | —                                 |
| 6     | Véronique Flamand-Somers | Don't Know Why - Norah Jones                  | —                                 | —                                 |                                   | —                                 |

À l'issue des auditions et des repêchages, Lio et Joshua ont quinze candidats dans leur équipe, quatorze pour BJ Scott et Quentin Mosimann.
| Coachs | Coachs              | Coachs             | Coachs                        | Coachs                 |
| n°     | Quentin Mosimann    | Lio                | Joshua                        | B.J. Scott             |
| ------ | ------------------- | ------------------ | ----------------------------- | ---------------------- |
| 1      | Chloé Ditlefsen     | Kevin Cools        | Lubiana Kepaou                | Julie Compagnon        |
| 2      | Marco Celsi         | Meggy Niessen      | P-Jo                          | Caroline Gonda         |
| 3      | Charlotte Moors     | Oliver Ghnassia    | Tatiana Nossent               | Kris Willems           |
| 4      | Yirmes Kalnins      | Caroline Cohen     | Giusy Piccarreta              | Nelson Touil           |
| 5      | Hadrien Collin      | Daisy Hermans      | Christian Aines               | Maïkel Chauveau        |
| 6      | Roberto Bellarosa   | Alice Spapen       | Julie Carpino                 | Rebecca Louis          |
| 7      | Léonie W'asukulu    | Caroline Bloukiaux | Mathieu Duchêne               | Stéphanie Hansen       |
| 8      | Luc de Wacter       | Claudy Manfredini  | Christophe Gillard            | Renato Bennardo        |
| 9      | Patricia Costache   | Dunia Moreno       | Ralf Haas                     | Pascal Romal           |
| 10     | Juliane Chleide     | Ingrid Claude      | Liza Macaluso                 | Loriane Goosse         |
| 11     | Samuel Alphonse     | Romy Perrier       | Nathalie Ralliard             | Megan Giart            |
| 12     | Gautier Reyz        | Mélissa Forton     | Roxanne Carlozzi              | Maïté Castelain        |
| 13     | Magali David        | Nastassia Loria    | Michel Colyn                  | Pauline De Bruyne      |
| 14     | Daniela Sindaco (*) | Simon Fosséprez    | Aurore Dans (**)              | Jennifer Verlaine (**) |
| 15     | -                   | Yves Erauw         | Véronique Flamand-Somers (**) | -                      |

Tous les candidats ayant passé l'audition ne sont pas apparus dans le cours des émissions des auditions. Les candidats marqués d'un (*) sont retenus par le coach après un repêchage en fin de la sixième audition, avec (**) si pas diffusé avant.

### Les duels
Les coachs doivent réduire leurs équipes de quatorze (ou quinze) candidats à six. D'abord par des duels (et un trio) qui opposent deux (ou trois) candidats de leurs équipes. L'un d'eux est déclaré vainqueur et peut, à priori, accéder aux lives. Cependant après les sept duels, une ultime confrontation a lieu : les deux candidats que le coach trouve moins bons, doivent réinterpréter leur chanson d'audition à l'aveugle. Ce dernier les départage réduisant l'équipe de sept candidats aux six qui participent aux lives. Les quatre émissions sont un mixage des duels des différentes équipes.

#### Épisode 7
- Diffusion : 31 janvier 2012
- Audience : 661 663 téléspectateurs (33,6 % des parts de marché)[12]

| Ordre | Coach     | Chanson                                         | Candidat 1        | Candidat 2               | Candidat 3 |
| ----- | --------- | ----------------------------------------------- | ----------------- | ------------------------ | ---------- |
| 1     | Quentin   | Même Si (en)- Grégory Lemarchal et Lucie Silvas | Roberto Bellarosa | Daniela Sindaco          | —          |
| 2     | B.J Scott | How You Remind Me - Nickelback                  | Renato Bennardo   | Kris Willems             | —          |
| 3     | Joshua    | Englishman in New York - Sting                  | Christian Aines   | Tatiana Nossent          | —          |
| 4     | Lio       | Let's Dance - David Bowie                       | Simon Fosséprez   | Claudy Manfredini        | —          |
| 5     | B.J Scott | Suddenly I See (en) - KT Tunstall               | Caroline Gonda    | Loriane Goosse           | —          |
| 6     | Quentin   | Just the Way You Are - Bruno Mars               | Luc de Wacter     | Yirmes Kalnins           | —          |
| 7     | Joshua    | I Shot The Sheriff - Bob Marley                 | Aurore Dans       | Véronique Flamand-Somers | Ralf Haas  |
| 8     | Lio       | Don't Make Me Over - Dionne Warwick             | Caroline Cohen    | Daisy Hermans            | —          |

| Légende | Le candidat qui a remporté son duel sur décision de son coach |

#### Épisode 8
- Diffusion : 7 février 2012
- Audience : 577 300 téléspectateurs (30,2 % des parts de marché)[13]

| Ordre | Coach     | Chanson                                       | Candidat 1        | Candidat 2     |
| ----- | --------- | --------------------------------------------- | ----------------- | -------------- |
| 1     | Joshua    | In the Shadows - The Rasmus                   | P-Jo              | Liza Macaluso  |
| 2     | Quentin   | Wonder Why - Julian Perretta                  | Chloé Ditlefsen   | Gautier Reyz   |
| 3     | Joshua    | I Need a Dollar - Aloe Blacc                  | Roxanne Carlozzi  | Lubiana Kepaou |
| 4     | B.J Scott | Tears in Heaven - Eric Clapton                | Maïkel Chauveau   | Pascal Romal   |
| 5     | Lio       | I Kissed a Girl - Katy Perry                  | Ingrid Claude     | Dunia Moreno   |
| 6     | Quentin   | Wherever You Will Go (en) - The Calling       | Marco Celsi       | Hadrien Collin |
| 7     | Lio       | Tu Es Mon Autre (en) - Lara Fabian et Maurane | Nastassia Loria   | Alice Spapen   |
| 8     | B.J Scott | Walk on the Wild Side - Lou Reed              | Pauline De Bruyne | Megan Giart    |

| Légende | Le candidat qui a remporté son duel sur décision de son coach |

#### Épisode 9
- Diffusion : 14 février 2012
- Audience : 575 600 téléspectateurs (30,1 % des parts de marché)[14]

| Ordre | Coach     | Chanson                                             | Candidat 1         | Candidat 2        | Candidat 3   |
| ----- | --------- | --------------------------------------------------- | ------------------ | ----------------- | ------------ |
| 1     | Quentin   | Fever - Ray Charles et Natalie Cole                 | Samuel Alphonse    | Charlotte Moors   | —            |
| 2     | Lio       | Big Jet Plane - Angus and Julia Stone               | Caroline Bloukiaux | Mélissa Forton    | —            |
| 3     | Quentin   | Only Girl (In the World) - Rihanna                  | Juliane Chleide    | Patricia Costache | —            |
| 4     | Joshua    | Imagine - A Perfect Circle                          | Mathieu Duchêne    | Nathalie Ralliard | —            |
| 5     | B.J Scott | Just a Girl - No Doubt                              | Stéphanie Hansen   | Jennifer Verlaine | —            |
| 6     | Quentin   | Bad Romance - Lady Gaga                             | Magali David       | Léonie W'asukulu  | —            |
| 7     | Lio       | Hopelessly Devoted to You (en) - Olivia Newton-John | Oliver Lord        | Meggy Niessen     | Romy Perrier |

| Légende | Le candidat qui a remporté son duel sur décision de son coach |

#### Épisode 10
- Diffusion : 21 février 2012
- Audience : 570 800 téléspectateurs (30,3 % des parts de marché)[15]

| Ordre | Coach     | Chanson                                   | Candidat 1         | Candidat 2       |
| ----- | --------- | ----------------------------------------- | ------------------ | ---------------- |
| 1     | Joshua    | Sex on Fire - Kings of Leon               | Christophe Gillard | Giusy Piccarreta |
| 2     | B.J Scott | I'm Outta Love - Anastacia                | Rebecca Louis      | Nelson Touil     |
| 3     | Joshua    | Erase/Rewind (en) - The Cardigans         | Julie Carpino      | Michel Colyn     |
| 4     | B.J Scott | Sunny - Bobby Hebb                        | Maïté Castelain    | Julie Compagnon  |
| 5     | Lio       | The House of the Rising Sun - The Animals | Kevin Cools        | Yves Erauw       |

| Légende | Le candidat qui a remporté son duel sur décision de son coach |

##### Duels finaux
| Coach     | Candidat 1 et sa chanson d'audition                       | Candidat 2 et sa chanson d'audition           |
| --------- | --------------------------------------------------------- | --------------------------------------------- |
| Quentin   | Chloé Ditlefsen (What Do You Want from Me - Adam Lambert) | Luc de Wacter (The Hardest Part - Coldplay)   |
| B.J Scott | Stéphanie Hansen (Heavy Cross - Gossip)                   | Rebecca Louis (Crazy - Gnarls Barkley)        |
| Lio       | Simon Fosséprez (You Raise Me Up - Josh Groban)           | Nastassia Loria (Warwick Avenue (en) - Duffy) |
| Joshua    | Ralf Haas (Sixteen Tons - Merle Travis)                   | P-Jo (Creep - Radiohead)                      |

| Légende | Le candidat qui a remporté son duel sur décision de son coach | Le candidat qui, après avoir remporté son duel qualificatif, a perdu son duel final d'élimination |

##### Composition finale des équipes avant les lives
Équipe de Quentin : Charlotte - Juliane - Léonie - Luc - Marco - Roberto
Équipe de Lio : Caroline - Daisy - Dunia - Kevin - Meggy - Simon
Équipe de Joshua : Christian - Giusy - Lubiana - Mathieu - Michel - P-Jo
Équipe de BJ Scott : Caroline - Julie - Maïkel - Megan - Renato - Stéphanie

### Les Lives

#### Épisode 11
- Diffusion : 28 février 2012
- Audience : 546 200 téléspectateurs (32 % des parts de marché)[16]
- Invités : Laura Pausini et Charlie Winston[17]
- Règles : Sur scène, les six candidats de B.J Scott et les six candidats de Quentin. Par équipe, un candidat est sauvé par son coach, deux candidats sont choisis par les votes des téléspectateurs via téléphone ou SMS. Le candidat le moins plébiscité est éliminé. Des deux candidats restants, le coach  n'en garde qu'un après avoir revu un extrait de leur prestation. Chaque coach repart avec quatre candidats[18].

| Équipe de BJ         | Équipe de BJ                        | Équipe de Quentin    | Équipe de Quentin                     |
| Candidat             | Chanson                             | Candidat             | Chanson                               |
| -------------------- | ----------------------------------- | -------------------- | ------------------------------------- |
| 1. Julie Compagnon   | What A Man (en) - Linda Lyndell     | 2. Marco Celsi       | Can't Take My Eyes Off You - Muse     |
| 3. Megan Giart       | Le Monde Est Sourd - Francis Cabrel | 4. Leonie W'asukulu  | Seven Nation Army - The White Stripes |
| 5. Caroline Gonda    | Hard to Handle - Otis Redding       | 6. Roberto Bellarosa | Apologize - OneRepublic               |
| 7. Maïkel Chauveau   | Let's Stay Together - Al Green      | 8. Juliane Chleide   | Superstition - Stevie Wonder          |
| 9. Renato Bennardo   | Cœur de loup - Philippe Lafontaine  | 10. Charlotte Moors  | Womanizer - Britney Spears            |
| 11. Stéphanie Hansen | Black Velvet - Alannah Myles        | 12. Luc de Wacter    | Without You - David Guetta            |

| Légende | Le candidat est sauvé par le coach, en priorité | Les deux candidats sont sauvés par les téléspectateurs (les deux plus grands nombres votes) | Le candidat est éliminé par les téléspectateurs (le plus petit nombre de votes) | Le 2e candidat sauvé par le coach | Le candidat n'est pas sauvé par le coach |

#### Épisode 12
- Diffusion : 6 mars 2012
- Audience : 510 900 téléspectateurs (29,2 % des parts de marché)[19]
- Invités : Maurane[20] et la troupe de la comédie musicale 1789 : Les Amants de la Bastille[21].
- Règles : Identiques au onzième épisode avec les six candidats de Lio et de Joshua[18].

| Équipe de Joshua     | Équipe de Joshua                                     | Équipe de Lio          | Équipe de Lio                   |
| Candidat             | Chanson                                              | Candidat               | Chanson                         |
| -------------------- | ---------------------------------------------------- | ---------------------- | ------------------------------- |
| 13. Michel Colyn     | Are You Gonna Go My Way - Lenny Kravitz              | 14. Dunia Moreno       | Uninvited - Alanis Morissette   |
| 15. P-Jo             | Deeper Underground (en) - Jamiroquai                 | 16. Daisy Hermans      | Yoü and I - Lady Gaga           |
| 17. Giusy Piccarreta | If I Ain't Got You - Alicia Keys                     | 18. Kevin Cools        | Man Down - Rihanna              |
| 19. Lubiana Kepaou   | Glory Box - Portishead                               | 20. Caroline Bloukiaux | Skinny Love - Birdy             |
| 21. Mathieu Duchêne  | Speak Softly Love (Parla Più Piano) - Roberto Alagna | 22. Meggy Niessen      | Because of You - Kelly Clarkson |
| 23. Christian Aines  | Stand By Me - Ben E. King                            | 24. Simon Fosséprez    | The Show Must Go On - Queen     |

| Légende | Le candidat est sauvé par le coach, en priorité | Les deux candidats sont sauvés par les téléspectateurs (les deux plus grands nombres votes) | Le candidat est éliminé par les téléspectateurs (le plus petit nombre de votes) | Le deuxième candidat sauvé par le coach | Le candidat n'est pas sauvé par le coach |

#### Épisode 13
- Diffusion : 13 mars 2012
- Audience : 480 200 téléspectateurs (26,4 % des parts de marché)[22]
- Invités : Tiziano Ferro et Christophe Willem[23].
- Règles : Sur scène, les quatre candidats de B.J Scott et les quatre candidats de Quentin. Par équipe, le coach sauve un candidat avant la clôture des votes, un est qualifié sur base des votes des téléspectateurs. Sur base du résumé de la prestation de la soirée des deux autres, le coach choisit celui qui reste. Chaque coach repart avec trois candidats[18].

| Ordre | Candidat          | Équipe  | Chanson                                                                          |
| ----- | ----------------- | ------- | -------------------------------------------------------------------------------- |
| 1.    | Renato Bennardo   | BJ      | Elle me dit - Ben l'Oncle Soul                                                   |
| 2.    | Luc de Wacter     | Quentin | Zombie - The Cranberries                                                         |
| 3.    | Roberto Bellarosa | Quentin | Wicked Game - Chris Isaak                                                        |
| 4.    | Julie Compagnon   | BJ      | Stop! - Sam Brown                                                                |
| 5.    | Megan Giart       | BJ      | Sorry Seems to Be the Hardest Word - Elton John                                  |
| 6.    | Juliane Chleide   | Quentin | Divine Idylle - Vanessa Paradis                                                  |
| 7.    | Caroline Gonda    | BJ      | Why Didn't You Call Me (en) - Macy Gray                                          |
| 8.    | Leonie W'asukulu  | Quentin | His Eye Is on the Sparrow (en) - Lauryn Hill et Tanya Blount (B.O. Sister Act 2) |

| Légende | Le candidat est sauvé par le coach, en priorité | Le candidat est sauvé par les téléspectateurs (le plus grand nombre de votes) | Le deuxième candidat sauvé par le coach | Le candidat n'est pas sauvé par le coach |

Résultats du troisième live :
| Equipe  | 1er sauvé (coach) | Sauvé par les votes | 2e sauvé (coach) | Candidat exclu |
| ------- | ----------------- | ------------------- | ---------------- | -------------- |
| BJ      | Renato Bennardo   | Megan Giart         | Julie Compagnon  | Caroline Gonda |
| Quentin | Leonie W'asukulu  | Roberto Bellarosa   | Juliane Chleide  | Luc de Wacter  |

#### Épisode 14
- Diffusion : 20 mars 2012
- Audience : 423 500 téléspectateurs (24,2 % des parts de marché)[26]
- Invités : Jali et Gérard Lenorman[27].
- Règles : identiques au treizième épisode avec les quatre candidats de Lio et de Joshua[18].

| Ordre | Candidat           | Équipe | Chanson                                |
| ----- | ------------------ | ------ | -------------------------------------- |
| 1.    | Kevin Cools        | Lio    | I Can't Dance - Genesis                |
| 2.    | Lubiana Kepaou     | Joshua | Killing Me Softly - The Fugees         |
| 3.    | Giusy Piccarreta   | Joshua | GoldenEye - Tina Turner                |
| 4.    | Simon Fosséprez    | Lio    | Goodbye Philadelphia - Peter Cincotti  |
| 5.    | Caroline Bloukiaux | Lio    | 7 Days (en)- Craig David               |
| 6.    | Mathieu Duchêne    | Joshua | Nothing Else Matters - Metallica       |
| 7.    | Daisy Hermans      | Lio    | Nothing Compares 2 U - Sinéad O'Connor |
| 8.    | Christian Aines    | Joshua | Ne me quitte pas - Jacques Brel        |

| Légende | Le candidat est sauvé par le coach, en priorité | Le candidat est sauvé par les téléspectateurs (le plus grand nombre de votes) | Le deuxième candidat sauvé par le coach | Le candidat n'est pas sauvé par le coach |

Résultats du quatrième prime :
| Équipe | 1er sauvé (coach)  | Sauvé par les votes | 2e sauvé (coach) | Candidat exclu  |
| ------ | ------------------ | ------------------- | ---------------- | --------------- |
| Lio    | Caroline Bloukiaux | Simon Fosséprez     | Daisy Hermans    | Kevin Cools     |
| Joshua | Lubiana Kepaou     | Giusy Piccarreta    | Mathieu Duchêne  | Christian Aines |

#### Épisode 15
- Diffusion : 27 mars 2012
- Audience : 452 500 téléspectateurs (25,4 % des parts de marché)[29]
- Invité : Matt Pokora[30]
- Règles : Chaque coach vient avec ses trois candidat. En fin d'émission, un candidat est sauvé par le vote des téléspectateurs. Sur base du résumé des parcours The Voice des deux autres, le coach choisit celui qui reste. Chaque coach repart avec deux candidats[18].

| Ordre | Candidat           | Équipe  | Chanson                                                  |
| ----- | ------------------ | ------- | -------------------------------------------------------- |
| 1.    | Simon Fosséprez    | Lio     | Je t'écris - Grégory Lemarchal                           |
| 2.    | Megan Giart        | BJ      | Call Me - Blondie                                        |
| 3.    | Juliane Chleide    | Quentin | Another Day - Jamie Lidell                               |
| 4.    | Caroline Bloukiaux | Lio     | Je suis venu te dire que je m'en vais - Serge Gainsbourg |
| 5.    | Lubiana Kepaou     | Joshua  | Cargo - Axel Bauer                                       |
| 6.    | Renato Bennardo    | BJ      | Valerie - The Zutons (Amy Winehouse)                     |
| 7.    | Daisy Hermans      | Lio     | Quelque chose de Tennessee - Johnny Hallyday             |
| 8.    | Mathieu Duchêne    | Joshua  | Always on My Mind - Elvis Presley                        |
| 9.    | Julie Compagnon    | BJ      | My Favorite Mistake - Sheryl Crow                        |
| 10.   | Roberto Bellarosa  | Quentin | Le Blues du businessman - Michel Berger                  |
| 11.   | Giusy Piccarreta   | Joshua  | Losing My Religion - R.E.M.                              |
| 12.   | Leonie W'asukulu   | Quentin | Think - Aretha Franklin                                  |

En compétition : 
| Équipe  | En compétition     | En compétition   | En compétition    |
| ------- | ------------------ | ---------------- | ----------------- |
| BJ      | Julie Compagnon    | Megan Giart      | Renato Bennardo   |
| Quentin | Juliane Chleide    | Leonie W'asukulu | Roberto Bellarosa |
| Joshua  | Giusy Piccarreta   | Lubiana Kepaou   | Mathieu Duchêne   |
| Lio     | Caroline Bloukiaux | Daisy Hermans    | Simon Fosséprez   |

Tableau des résultats : 
| Équipe  | Candidat sauvé par les votes des téléspectateurs | Candidat sauvé par son coach | Candidat exclu par son coach |
| ------- | ------------------------------------------------ | ---------------------------- | ---------------------------- |
| BJ      | Renato Bennardo                                  | Julie Compagnon              | Megan Giart                  |
| Quentin | Roberto Bellarosa                                | Leonie W'asukulu             | Juliane Chleide              |
| Joshua  | Mathieu Duchêne                                  | Giusy Piccarreta             | Lubiana Kepaou               |
| Lio     | Simon Fosséprez                                  | Daisy Hermans                | Caroline Bloukiaux           |

#### Épisode 16
- Diffusion : 3 avril 2012
- Audience : 448 200 téléspectateurs (25,9 % des parts de marché)[32]
- Invités : Thomas Dutronc et Marlon Roudette[33]
- Règles : chaque coach présente ses deux derniers candidats qui chantent en solo et en duo et répartit un pourcentage (au total 100 %) entre ses poulains. Les téléspectateurs votent par SMS en fin d'émission et les votes sont transformés en pourcentage (total 100 %). Le candidat qui obtient le meilleur pourcentage va en finale[18].

| Ordre | Candidat(s)                           | Équipe  | Chanson                                                                             |
| ----- | ------------------------------------- | ------- | ----------------------------------------------------------------------------------- |
| 1     | Daisy Hermans                         | Lio     | Dirty Diana - Michael Jackson                                                       |
| 2     | Léonie W'asukulu et Roberto Bellarosa | Quentin | Just the Two of Us - Bill Withers                                                   |
| 3     | Giusy Piccarreta                      | Joshua  | Les vieux amants - Jacques Brel                                                     |
| 4     | Julie Compagnon et Renato Bennardo    | BJ      | J'irai où tu iras - Céline Dion et Jean-Jacques Goldman                             |
| 5     | Roberto Bellarosa                     | Quentin | As - Stevie Wonder                                                                  |
| 6     | Simon Fosséprez                       | Lio     | This Love - Maroon 5                                                                |
| 7     | Giusy Piccarreta et Matthieu Duchêne  | Joshua  | (I've Had) The Time of My Life - Bill Medley & Jennifer Warnes (B.O. Dirty Dancing) |
| 8     | Leonie W'asukulu                      | Quentin | Alors on danse - Stromae                                                            |
| 9     | Renato Bennardo                       | BJ      | Gravity - John Mayer                                                                |
| 10    | Daisy Hermans et Simon Fosséprez      | Lio     | Ain't No Mountain High Enough - Marvin Gaye et Tammi Terrell                        |
| 11    | Mathieu Duchêne                       | Joshua  | Tous les moulins de mon cœur - Michel Legrand                                       |
| 12    | Julie Compagnon                       | BJ      | Lady Marmalade - Patti LaBelle                                                      |

Tableau des résultats : 
| Équipe  | Candidat finaliste | Pourcentage (coach) | Pourcentage (public) | Pourcentage (total) | Candidat exclu   | Pourcentage (coach) | Pourcentage (public) | Pourcentage (total) |
| ------- | ------------------ | ------------------- | -------------------- | ------------------- | ---------------- | ------------------- | -------------------- | ------------------- |
| Lio     | Daisy Hermans      | 70                  | 31                   | 101                 | Simon Fosséprez  | 30                  | 69                   | 99                  |
| Joshua  | Giusy Piccarreta   | 70                  | 47                   | 117                 | Mathieu Duchêne  | 30                  | 53                   | 83                  |
| Quentin | Roberto Bellarosa  | 40                  | 64                   | 104                 | Léonie W'asukulu | 60                  | 36                   | 96                  |
| BJ      | Renato Bennardo    | 65                  | 51                   | 116                 | Julie Compagnon  | 35                  | 49                   | 84                  |

#### Épisode 17 - Finale
- Diffusion : 10 avril 2012
- Audience : 522 200 téléspectateurs (28,5 % des parts de marché)[34]
- Invités : Katie Melua et Tal[35]
- Règles : A ce stade, il ne reste plus qu'un candidat par coach. Chaque candidat interprète cette fois trois titres : leur meilleure prestation depuis le début de l'émission, leur single enregistré pour iTunes et une nouvelle « cover »[36] Les candidats sont départagés par :
  - Le vote des téléspectateurs, chaque vote rapportant un point.
  - L'achat sur iTunes, la semaine précédente, des morceaux interprétés par les quatre finalistes, chaque morceau acheté vaut deux points.

Le gagnant de The Voice Belgique est celui qui totalise le plus grand nombre de points.
| Ordre | Candidat                      | Équipe                         | Chanson                                                      |
| ----- | ----------------------------- | ------------------------------ | ------------------------------------------------------------ |
| 1     | Renato, Roberto, Giusy, Daisy | Lio, Joshua, Quentin, BJ Scott | Firework - Katy Perry                                        |
| 2     | Renato Bennardo               | BJ Scott                       | Mas que nada - Sergio Mendes                                 |
| 3     | Daisy Hermans                 | Lio                            | Don't Make Me Over - Dionne Warwick                          |
| 4     | Giusy Piccarreta              | Joshua                         | GoldenEye - Tina Turner                                      |
| 5     | Roberto Bellarosa             | Quentin Mosimann               | You Give Me Something (en) - James Morrison                  |
| 6     | Daisy Hermans                 | Lio                            | Tainted Love - Gloria Jones                                  |
| 7     | Giusy Piccarreta              | Joshua                         | I Wanna Dance with Somebody (Who Loves Me) - Whitney Houston |
| 8     | Renato Bennardo               | BJ Scott                       | Cœur de loup - Philippe Lafontaine                           |
| 9     | Roberto Bellarosa             | Quentin Mosimann               | Vivre pour le meilleur - Johnny Hallyday                     |
| 10    | Renato Bennardo               | BJ                             | Le chanteur malheureux - Claude François                     |
| 11    | Roberto Bellarosa             | Quentin                        | Jealous Guy - John Lennon                                    |

Pré-éliminations : 
| Candidat finaliste                   | Candidat exclu            |
| ------------------------------------ | ------------------------- |
| Renato Bennardo (BJ Scott)           | Giusy Piccarreta (Joshua) |
| Roberto Bellarosa (Quentin Mosimann) | Daisy Hermans (Lio)       |

Résultat final : 
| Vainqueur                                                          | Perdant                    |
| ------------------------------------------------------------------ | -------------------------- |
| Roberto Bellarosa (Quentin Mosimann) avec 57 % des votes du public | Renato Bennardo (BJ Scott) |

## Audiences
Pour la première partie de l'émission qui consiste en six « Blinds », l'émission récolte une moyenne de 27,1 % de parts de marché. Durant ces « Blinds », 30,7 % des personnes responsables des achats (PRA 18-54 ans) suivent le télé-crochet. The Voice enregistre sa plus faible audience le 20 mars 2012 avec 423 500 téléspectateurs.
| Type            | Date de diffusion | Téléspectateurs | Parts de marché | Classement des audiences de la soirée | Références |
| --------------- | ----------------- | --------------- | --------------- | ------------------------------------- | ---------- |
| Blind Auditions | 20 décembre 2011  | 448 800         | 23,7 %          | 2e                                    | [ 3 ]      |
| Blind Auditions | 27 décembre 2011  | 477 400         | 23,9 %          | 2e                                    | [ 6 ]      |
| Blind Auditions | 3 janvier 2012    | 549 600         | 27,2 %          | 2e                                    | [ 7 ]      |
| Blind Auditions | 10 janvier 2012   | 549 600         | 27,6 %          | 2e                                    | [ 8 ]      |
| Blind Auditions | 17 janvier 2012   | 611 500         | 31,6 %          | 1er                                   | [ 9 ]      |
| Blind Auditions | 24 janvier 2012   | 581 900         | 30,7 %          | 2e                                    | [ 10 ]     |
| Battles         | 31 janvier 2012   | 661 663         | 33,6 %          | 1er                                   | [ 12 ]     |
| Battles         | 7 février 2012    | 577 300         | 30,2 %          | 2e                                    | [ 13 ]     |
| Battles         | 14 février 2012   | 575 600         | 30,1 %          | 1er                                   | [ 14 ]     |
| Battles         | 21 février 2012   | 570 800         | 30,3 %          | 1er                                   | [ 15 ]     |
| Live            | 28 février 2012   | 546 200         | 32 %            | 1er                                   | [ 16 ]     |
| Live            | 6 mars 2012       | 510 900         | 29,2 %          | 1er                                   | [ 19 ]     |
| Live            | 13 mars 2012      | 480 200         | 26,4 %          | 2e                                    | [ 22 ]     |
| Live            | 20 mars 2012      | 423 500         | 24,2 %          | 2e                                    | [ 26 ]     |
| Live            | 27 mars 2012      | 452 500         | 25,4 %          | 1re                                   | [ 29 ]     |
| Live            | 3 avril 2012      | 448 200         | 25,9 %          | 1er                                   | [ 32 ]     |
| Live            | 10 avril 2012     | 522 213         | 28,5 %          | 2e                                    | [ 34 ]     |